# Disha Ravi
Disha Annappa Ravi (Bangalore, 1998/1999) is een Indiase klimaatactiviste en oprichter van Fridays for Future India.
Volgens de Indiase nieuwssite The Quint maakt Ravi deel uit van de MAPA-vleugel van de FFF-beweging, de landen en volkeren van het globale zuiden die het zwaarst te lijden hebben onder koolstofemissies en klimaatverandering. In een interview met Auto Report Africa verklaarde Disha: "Mijn motivatie om me aan te sluiten bij klimaatactivisme kwam doordat ik zag dat mijn grootouders, die boeren zijn, worstelen met de gevolgen van de klimaatcrisis", en "Destijds was ik me er niet bewust van dat wat ze meemaakten de klimaatcrisis was, omdat klimaateducatie niet bestaat waar ik vandaan kom."

## Biografie
Ravi studeerde af aan het Mount Carmel College in Bangalore. Ze is veganist en werkte als culinair ervaringsdeskundige bij een veganistisch voedingsbedrijf.

## Activisme
Disha laat zich horen als stem voor de gemeenschappen in nood en is auteur van meerdere hoofdartikelen en artikelen van internationale jeugdklimaatactivisten. Ze werd, samen met Mitzi Jonelle Tan, Hilda Flavia Nakabuye en Xiye Bastida geportretteerd in het Britse tijdschrift Vogue van september 2020 over vier gekleurde activisten die werken tegen milieuracisme. Op 15 februari 2021 noemde The New Indian Express haar "Bengaluru's Greta".
Begin september 2020 drongen Mitzi Jonelle Tan (Youth Advocates for Climate Action Philippines), Disha Ravi (Fridays For Future India), Laura Veronica Muñoz (Fridays For future Colombia), Nicole Becker en Eyal Weintraub (Jóvenes por El Clima Argentina) namens een generatie jonge klimaat- en milieuactivisten er bij alle openbare financiële instellingen die in november 2020 bijeenkwamen op de Finance in Common Summit op aan om een deadline vast te stellen om te stoppen met het financieren van fossiele brandstoffen.
In december 2020 maakte Ravi deel uit van een wereldwijde groep van negen vrouwelijke en non-binaire activisten die een brief aan de wereldleiders publiceerden op Thomson Reuters Foundation News, getiteld "As the Paris Agreement on Climate Change marks five years, urgent action on climate threats is needed now" ("Aangezien het Akkoord van Parijs over klimaatverandering al vijf jaar oud is, zijn er nu dringende acties nodig op het gebied van bedreigingen voor het klimaat"). De internationale groep omvatte ook Mitzi Jonelle Tan (Filipijnen), Belyndar Rikimani (Salomonseilanden), Leonie Bremer (Duitsland), Laura Veronica Muñoz (Colombia), Fatou Jeng (Gambia), Saoi O'Connor (Ierland), Hilda Flavia Nakabuye (Oeganda) en Sofía Hernández Salazar (Costa Rica).
Op 13 februari 2021 werd Ravi door de Indiase politie gearresteerd wegens opruiing en samenzwering, beschuldigingen die ze ontkent, over een toolkit voor boerenprotesten die op twitter werd gedeeld door Greta Thunberg (Ravi zei in de rechtbank dat ze slechts twee regels had bewerkt). Na tien dagen in hechtenis te hebben gezeten in Delhi, werd ze op borgtocht vrijgelaten. Haar arrestatie veroorzaakte een golf van protest over de hele wereld, met onder anderen Naomi Klein en Thunberg die hun steun betuigden, naast demonstranten die zich verzamelden in Bangalore en Mumbai om haar vrijlating te eisen. Voormalig minister van Milieu Jairam Ramesh tweette: "Volkomen afschuwelijk! Dit zijn ongegronde pesterijen en intimidatie. Ik betuig mijn volledige solidariteit met Disha Ravi." Op 14 februari brachten meer dan 50 Indiase academici, kunstenaars en activisten een gezamenlijke verklaring om haar te steunen en haar vrijlating te eisen.
In een artikel in het tijdschrift Vogue van februari 2022 vertelde ze dat ze ondanks haar arrestatie een jaar eerder, niet zal stoppen met haar activisme. In november 2022 was ze ook aanwezig op COP27 in Egypte.